# Planctosphaeroidea
Planctosphaeroidea is een klasse behorend tot de stam van de kraagdragers (Hemichordata). Tot deze klasse behoort maar één soort de Planctosphaera pelagica, waarvan alleen de larven bekend zijn, waardoor een exacte classificatie niet mogelijk is.